# Tahu
Koordinaten: 58° 59′ N, 23° 33′ O
Tahu (schwedisch Skåtanäs, deutsch Schottanäs) ist ein Dorf (estnisch küla) in der Landgemeinde Lääne-Nigula (bis 2017: Landgemeinde Noarootsi) im Kreis Lääne in Estland.

## Einwohnerschaft und Lage
Der Ort hat 26 Einwohner (Stand 31. Dezember 2011). Der Ortsname ist offiziell zweisprachig estnisch und schwedisch, da das Dorf bis zur weltkriegsbedingten Umsiedlung 1944 zum traditionellen Siedlungsgebiet der Estlandschweden gehörte.
Das Dorf liegt westlich der gleichnamigen Ostsee-Bucht (Tahu laht). Die Flora der Küstenlinie steht unter Naturschutz. Etwas vom Dorfkern entfernt liegt ein ornithologischer Beobachtungsturm. Er dient besonders zur Beobachtung der zahlreichen Zugvögel, die in Tahu und seiner Umgebung Rast machen.